# مالی اوزن
مالی اوزن (به قزاقی: Maly Uzen) یک رود در قزاقستان و روسیه است که در استان ساراتوف واقع شده‌است.